# Aafje Looijenga-Vos
Aafje Looijenga-Vos (Marum, 29 april 1928 – Amersfoort, 4 november 2018) was een Nederlands kristallograaf en hoogleraar scheikunde aan de Rijksuniversiteit Groningen.

## Biografie
Na de mulo in Zwartsluis en het Christelijk Lyceum in Zwolle ging Aafje Vos kort na de Tweede Wereldoorlog scheikunde studeren aan de Rijksuniversiteit in Groningen. Haar interesse voor röntgenkristallografie ontstond na een lezing over dit onderwerp van Groningse hoogleraar Eelko Wiebenga. In 1952 slaagde ze met lof voor haar doctoraalexamen, waarna ze aan haar promotieonderzoek begon in de onderzoeksgroep van Wiebenga. Ze promoveerde cum laude in 1955 op het proefschrift "De kristalstructuur van P4S10 en P4S7".
Na haar promotie was ze van 1955 tot 1967 wetenschappelijk medewerkster en later lector aan de Rijksuniversiteit Groningen. Daarnaast was ze twee jaar lang werkzaam op kristallografische instituten in Glasgow, Leeds, Oxford en Cambridge, waar ze in Oxford ook heeft samengewerkt met Dorothy Hodgkin. In 1962 werd ze benoemd tot hoogleraar algemene scheikunde en later, in 1967, tot hoogleraar structurele scheikunde in Groningen. In 1982 trad ze in het huwelijk met Hans Looijenga, een weduwnaar met acht kinderen, en verhuisde ze naar het westen van Nederland. Het jaar erop stopte ze met haar academische carrière.

## Onderzoek
Samen met Nederlander Philip Coppens experimenteerde Looijenga-Vos in Brookhaven National Laboratory in Washington D.C. met de techniek van neutronendiffractie om de structuur op te helderen van cyanuurzuurkristallen. Ook werkte ze samen met Isabella Karle in het Naval Research Lab aan 'directe methoden' om de kristalstructuur van organische moleculen te bepalen. Verder was ze betrokken in de ontwikkeling van CAD-4, de 'Computer Automated Diffractometer' met 4-cirkels, waarbij in 1969 in haar laboratorium een van de eerste instrumenten werd geïnstalleerd. 
Daarnaast voerde ze onderzoek uit op de volgende gebieden: bepalen van de kristalstructuur van cyclofosfazenen, studies naar de distributie van elektronendichtheid gebaseerd op hoogresolutie data bij lage temperaturen en de onderzoek naar de relatie tussen de kristalstructuur en de elektrische en magnetische eigenschappen van morfolinium-TCNQ-verbindigen.

## Erkenning
Naast haar werk als hoogleraar was Looijenga-Vos ook actief in diverse nationale en internationale scheikundige organisaties. Zo was ze in de periode 1972 to 1975 voorzitter van het programma commissie van het "Tiende International Congres" van de International Union of Crystallography (IUCr) dat in 1975 in Amsterdam werd gehouden. Van 1977 tot 1982 was ze commissie-secretaris van International Tables for Crystallography van de IUCr. In 1980 werd ze gewoon lid van de Koninklijke Nederlandse Akademie van Wetenschappen (KNAW), een organisatie waavan ze van 1987 tot 1990 als secretaris diende van de "Vrije Sectie".